# Тер-Татевосян Джон Григорович
Джон Григорович (Дживан Гургенович) Тер-Татевосян (вірм. Ջիվան Տեր-Թադևոսյան; нар. 14 вересня 1926, Єреван, Вірменська РСР — пом. 27 червня 1988, Єреван) — вірменський композитор. Заслужений діяч мистецтв Вірменської РСР (1980), Народний артист Вірменської РСР (1981).

## Біографія
Народився 14 вересня 1926 р. у м. Єреван (Вірменія). Закінчив Єреванську консерваторію за класом скрипки В. П. Португалова (1952) та композиції Е. М. Мірзояна (1961), де потім викладав. Професор (1985). У 1942–1952 роках виступав як скрипаль в оркестрі. У 1952–1959 роках — викладач і директор Музичної школи імені К. Сараджева в Єревані. Помер 27 червня 1988 року у Єревані.

## Творчість
Автор музики до фільмів: «Дев'ять днів одного року» (1961), «Я його наречена» (1969), «Совість» (1973), «Три сонця» (1976), «Кам'яна долина» (1977), «У ніч на молодик» (1977), Коней на переправі не міняють (1981), Ціна повернення (1983) та ін., а також до української стрічки «Море нашої надії» (1961). "Сатирический киножурнал Фитиль «На троих» (1965)